# Teúrgia
La teúrgia (del griego: θεουργία theourgía), también conocida como magia divina, es una de las dos ramas principales de las artes mágicas, siendo la otra la «magia práctica» o taumaturgia. La teúrgia describe las prácticas rituales asociadas con la invocación o evocación de la presencia de una o más deidades (también llamadas «formas divinas»), especialmente con el objetivo de lograr unirse con lo divino (la hénosis) y perfeccionarse.

## Definiciones
- Proclo (c. 480): la teúrgia es «un poder superior a toda sabiduría humana que abarca las bendiciones de la adivinación, los poderes purificadores de la iniciación y, en una palabra, todas las operaciones de la posesión divina».[5]
- Keith Thomas: «La magia espiritual o teúrgia se basaba en la idea de que uno podía alcanzar a Dios en un ascenso por la escala de la creación que se hacía posible mediante un curso riguroso de oración, ayuno y preparación devocional».[6]
- Pierre A. Riffard: «La teurgia es un tipo de magia. Consiste en un conjunto de prácticas mágicas realizadas para evocar espíritus benéficos con el fin de verlos, conocerlos o influir en ellos, por ejemplo obligándolos a animar una estatua, a habitar en un ser humano (como un médium), o revelar misterios».[1]

## Neoplatonismo
Teúrgia significa ‘obra divina’. El primer uso registrado del término se encuentra en la obra neoplatónica de mediados del siglo II, Oráculos caldeos (Fragmento 153 des Places, París, 1971, «Porque los theourgoí no caen bajo el rebaño gobernado por el destino»). La fuente de la teúrgia occidental se puede encontrar en la filosofía de los neoplatónicos tardíos, especialmente en Jámblico. Aunque los neoplatónicos son a menudo considerados politeístas paganos, abrazaron una forma de monismo.
En el neoplatonismo tardío, el universo espiritual se considera como una serie de emanaciones del Uno. Del Uno emanó la «mente divina» (Nous) y a su vez de la mente divina emanó el «alma del mundo» (Psyche). Los neoplatónicos insistían en que el Uno es absolutamente trascendente y en las emanaciones nada de lo superior se perdía ni se transmitía a lo inferior, que permanecía inalterado por las emanaciones inferiores.
Para Plotino y Porfirio las emanaciones son las siguientes:
- To Hen (τό ἕν), El Uno: deidad sin cualidad, a veces llamada El Bien.
- Nous (Νοῦς), la Mente: la conciencia universal, del que procede:
- Psychē (Ψυχή), el Alma: incluye tanto el alma individual como la mundial, lo que finalmente lleva a:
- Physis (Φύσις), la Naturaleza.

Plotino instaba a la contemplación a aquellos que deseaban realizar la teúrgia, cuyo objetivo era reunirse con lo Divino (llamado hénosis). Por tanto, su escuela se asemejaba a una escuela de meditación o contemplación.

### Jámblico
Jámblico, alumno de Anatolio y Porfirio (este último alumno de Plotino), enseñó un método más ritualizado de teúrgia que implicaba invocaciones y rituales  religiosos, además de mágicos. Jámblico creía que la teurgia era una imitación de los dioses, y en su obra principal, De Mysteriis Aegyptiorum, describió la observancia teúrgica como una «cosmogonía ritualizada» que dotaba a las almas encarnadas de la responsabilidad divina de crear y preservar el cosmos.
El análisis de Jámblico era que lo trascendente no puede captarse con la contemplación mental porque lo trascendente es supraracional. La teúrgia es una serie de rituales y operaciones destinadas a recuperar la esencia trascendente rastreando las «firmas» divinas a través de las capas del ser. La educación es importante para comprender el esquema de las cosas presentado por Aristóteles, Platón y Pitágoras. El teúrgo trabaja «lo semejante con lo semanjante»: en el nivel material, con símbolos físicos; en el nivel superior, con prácticas mentales y puramente espirituales. Comenzando con las correspondencias de lo divino en la materia, el teúrgo finalmente alcanzaría el nivel donde la divinidad interna del alma se une con el Uno.

## En el esoterismo occidental

### Cristianismo esotérico
El cristianismo esotérico acepta la teúrgia como una tradición que podría beneficiar enormemente a una persona. La principal hazaña del cristianismo esotérico es aprender los misterios de Dios y elevarse a una consciencia superior en la comprensión de la relación de Dios con la consciencia individual. La teúrgia, en la tradición esotérica, utiliza este conocimiento para realzar la propia naturaleza espiritual. Algunas ramas del cristianismo esotérico sostienen que si un cristiano esotérico, rosacruz o teósofo lo practica, potencialmente podría ascender al grado de mago o adepto después de un cierto nivel de logro espiritual. En un sentido tradicional y mágico, la teúrgia se considera lo opuesto a la goetia, aunque muchos sostienen que se superponen.

#### Ortodoxia radical
John Milbank, fundador de la ortodoxia radical, afirma que la teología «alienta una teúrgia que apunta a la liberación de la naturaleza del terror y la angustia y a una interacción completamente armoniosa y hermosa entre los humanos y el mundo natural». Continúa afirmando que la teología igualmente «alienta una teúrgia que es un trabajo social para maximizar la participación democrática y el compartir socialista». 

### Orden Hermética de la Aurora Dorada
Algunas organizaciones, como la Orden Hermética de la Aurora Dorada, enseñan un tipo de teúrgia que ayudaría a ascender espiritualmente, así como a comprender la verdadera naturaleza del yo y su relación con la Divinidad y el Universo. La Aurora Dorada tiene una influencia y un seguimiento históricos algo significativos; si bien se sostiene que muchos teúrgos suelen ser practicantes solitarios y buscan la luz divina únicamente a través del ritual y del equilibrio espiritual y psicológico interno. La teúrgia, en este sentido hermético, enfatiza la necesidad del individuo de que separe y analice los componentes individuales que constituyen la consciencia cotidiana y los reúna de una manera que cambie la consciencia personal a un estado que comprenda y participe de la gracia espiritual.